# Plecotus christii
L'orecchione d'Egitto (Plecotus christii  Gray, 1838) è un pipistrello della famiglia dei Vespertilionidi diffuso in Africa settentrionale.

## Descrizione

### Dimensioni
Pipistrello di piccole dimensioni, con la lunghezza della testa e del corpo tra 42 e 54 mm, la lunghezza dell'avambraccio tra 36 e 41 mm, la lunghezza della coda tra 42 e 48 mm, la lunghezza del piede tra 8 e 9 mm, la lunghezza delle orecchie tra 32 e 39 mm e un peso fino a 7,8 g.

### Aspetto
La pelliccia è lunga, densa, soffice e leggermente lanosa. Le parti dorsali sono bruno-grigiastre con la base dei peli bruno-rossastra e la punta più chiara, mentre le parti ventrali sono biancastre, con la base dei peli bruno-rossastra. Il muso è conico, grigio-rosato o bruno-grigiastro, con due masse ghiandolari sui lati e due più piccole sopra gli occhi. Le orecchie sono enormi, ovali, semi-trasparenti e con l'estremità marrone chiara, unite sulla fronte da una sottile membrana cutanea. Il trago è lungo circa la metà del padiglione auricolare, affusolato e con l'estremità smussata. Le membrane alari sono color crema anteriormente, grigio chiare e semi-trasparenti tra le dita e con le ossa alari marroni chiare. La coda è lunga ed inclusa completamente nell'ampio uropatagio. Il cariotipo è 2n=32 FNa=50.

## Biologia

### Comportamento
Si rifugia solitariamente nelle fessure rocciose, in zone buie nelle Piramidi ed altri monumenti antichi, in rovine, caverne e miniere abbandonate. I maschi diventano territoriali in autunno durante la stagione riproduttiva.

### Alimentazione
Si nutre di insetti, particolarmente grossi lepidotteri e in misura minore coleotteri, ditteri e tricotteri, raccolti sulle foglie e i fiori.

### Riproduzione
Una femmina all'inizio della gravidanza è stata catturata in Israele agli inizi di marzo, mentre altre che allattavano sono state catturate sulle rive del Mar Morto a metà aprile e metà giugno.

## Distribuzione e habitat
Questa specie è diffusa nella valle del Nilo, dal delta fino alla sesta cateratta, nel Sudan settentrionale, nella Penisola del Sinai, Giordania sud-occidentale e Palestina meridionale.
Vive all'interno di oasi nei deserti più aridi e in ambienti più umidi lungo il fiume Nilo.

## Conservazione
La IUCN Red List, considerata la necessità di approfondire le conoscenze di questa specie con una piccola popolazione ed un habitat frammentato, classifica P.christii come specie con dati insufficienti (DD).